# Eddy Jozefzoon

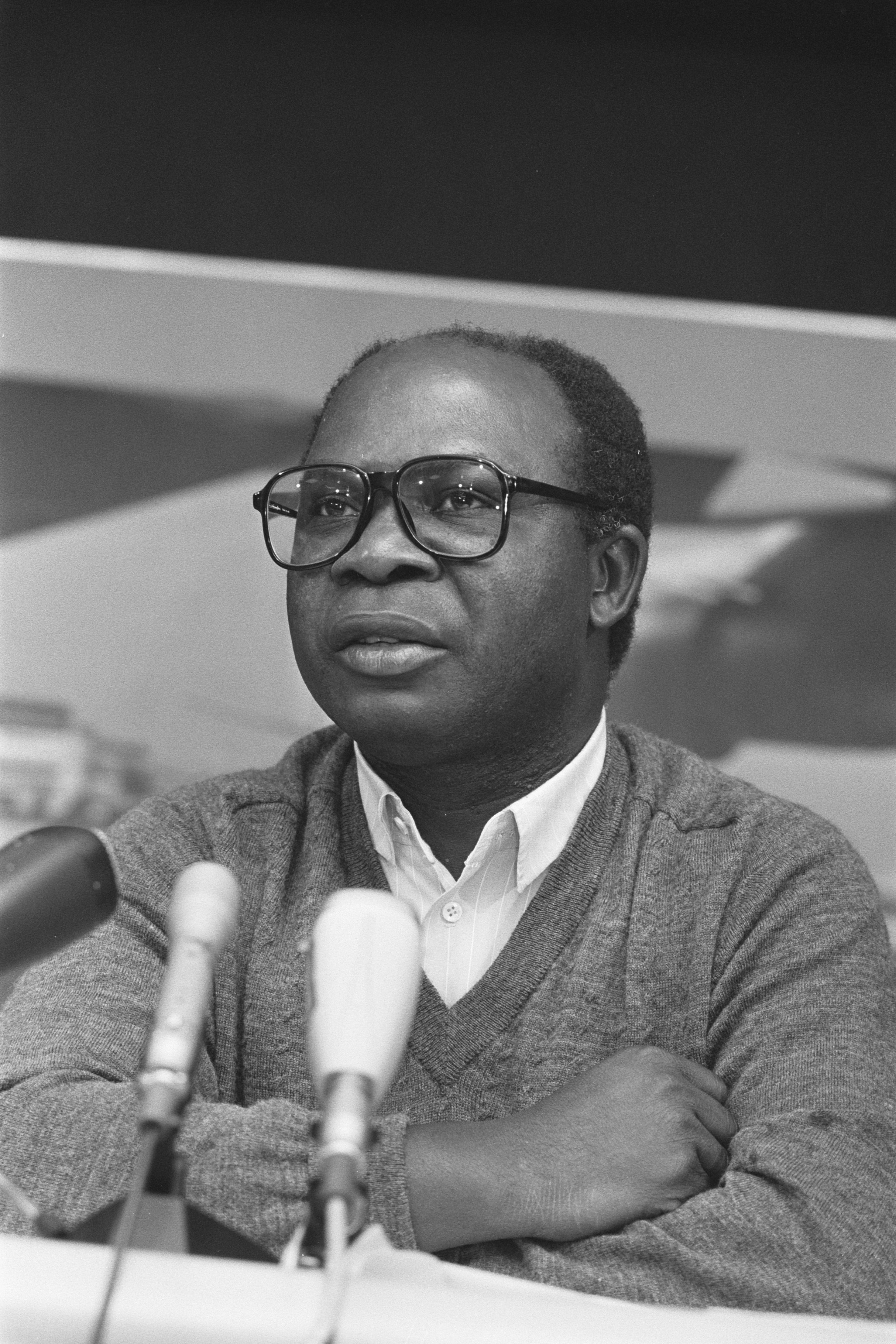
Jozefzoon in 1986

Eddy Jozefzoon (Ganze, 8 december 1937 – Paramaribo, 3 oktober 2021) was een Surinaams politicus en raadsadviseur. Hij was politiek actief in de jaren 1960 en 1970. In de loop van de decennia diende hij als topadviseur voor Junglecommando-leider Ronnie Brunswijk, vicepresident Robert Ameerali, president Desi Bouterse en vicepresident Ronnie Brunswijk.

## Biografie
Eddy Jozefzoon was afgestudeerd pedagoog en behaalde jaren later zijn doctoraal in filosofie. Eind jaren 1960 was hij van beroep directeur van zowel de Avondopleiding Kweekschool A als de Avondopleiding Kleuteropleidster. In de jaren zestig schreef hij voor de regering het programma Logisch Denken. In de aanloop naar de verkiezingen van 1969 nam hij deel aan de campagne van het PNP-blok (PNP, KTPI, PSV en PBP).
In de tweede helft van de jaren 1980 was hij adviseur van Ronnie Brunswijk, de toenmalige leider van het Junglecommando. Hij werd in die tijd wel de contactpersoon van Brunswijk in Nederland genoemd en fungeerde ook geregeld als diens woordvoerder. Hij overlegde in deze tijd met hooggeplaatste politici, onder wie PvdA-kamerlid en minister Jan Pronk. Hij bezocht Brunswijk meermaals in of nabij Frans-Guyana en had zitting in de Nationale Verzetsraad (NVR). Als delegatielid van Brunswijk werd hij rond 27 maart 1989 tijdelijk op het hoofdkwartier van legerleider Desi Bouterse gevangengenomen; twee lijfwachten van Brunswijk werden tijdens dat bezoek doodgeschoten.
Op 27 september 2011 werd hij samen met Jules Wijdenbosch en Errol Alibux benoemd tot raadsadviseur voor het kabinet-Bouterse I. De functie-inhoud is tijdens de kabinetten-Bouterse niet naar buiten gebracht. In de praktijk was hij een van de topadviseurs van Bouterse en vicepresident Robert Ameerali (lid van de ABOP van Brunswijk). Omdat Jozefzoon toen nog de Nederlandse nationaliteit had, kwam daar ruis over omdat Ameerali voor zijn aantreden in een persconferentie had verklaard geen personen met een buitenlandse nationaliteit te zullen benoemen. Eind 2012 maakte Jozefzoon bekend de Nederlandse voor de Surinaamse nationaliteit te zullen inruilen. In deze periode werd hij ook voorzitter van de Taskforce Onderwijs en secretaris van de Raad van Commissarissen van de Staatsolie Maatschappij Suriname. Aan het eind van de regering-Bouterse II werden Jozefzoon en de twee andere raadsadviseurs benoemd tot landsdienaren, waarbij ze hun loon ter hoogte van een ministerfunctie behielden. Bij het aantreden van het kabinet-Santokhi (2020) bleef hij aan als adviseur van vicepresident Ronnie Brunswijk.
Eddy Jozefzoon is op 3 oktober 2021 in zijn woning in het Cabellgebouw overleden terwijl hij sliep. Hij is 83 jaar oud geworden.